# Lathyrus nigrivalvis
Lathyrus nigrivalvis är en ärtväxtart som beskrevs av Arturo Erhardo Erardo Burkart. Lathyrus nigrivalvis ingår i släktet vialer, och familjen ärtväxter. Inga underarter finns listade i Catalogue of Life.